# Sciades
Sciades is een geslacht van straalvinnige vissen uit de familie van christusvissen (Ariidae).

## Soorten
- Sciades couma Valenciennes, 1840
- Sciades dowii (Gill, 1863)
- Sciades herzbergii Bloch, 1794
- Sciades parkeri (Traill, 1832) – Geelbagger
- Sciades passany Valenciennes, 1840
- Sciades paucus (Kailola, 2000)
- Sciades proops (Valenciennes, 1840) – Christusvis
- Sciades sona (Hamilton, 1822)